# Hồ Kochel
Hồ Kochel nằm cách München 70 kilômét (43 mi) về phía nam, ở bìa dãy núi Bayerische Alpen. Một phần ba bờ hồ về phía Tây thuộc thành phố Schlehdorf, phần còn lại thuộc Kochel am See. Phần miền Nam của hồ nằm ở chân núi và phần miền Bắc là đồng bằng. Sông Loisach chảy vào hồ tại Schlehdorf và chạy ra tại Kochel am See. Một số lượng nước tương tự chảy vào hồ từ nhà máy thủy điện Walchensee lấy nước từ sông Isar.

## Nơi dân cư
Các vùng chung quanh hồ Kochel thuộc Bad Tölz-Wolfratshausen:
- Kochel am See
- Schlehdorf
- Raut (bờ Tây, một làng thuộc Schlehdorf)
- Altjoch (bờ Nam, một làng thuộcKochel am See)